# 蒲谷鶴彦
蒲谷 鶴彦（かばや つるひこ、1926年 - 2007年1月15日）は日本の野鳥研究家。東京都新宿区生まれ。
中西悟堂に師事。1951年より野鳥の録音を始め、1953年開局したばかりの文化放送のラジオ番組「朝の小鳥」で録音収録・構成の担当を50年余り勤めた。日本鳥学会名誉会員、元日本野鳥の会学術顧問。

## 著作
- 蒲谷鶴彦・松田道生『CD Books 日本鳥類大鑑 増補版 鳴き声420』小学館、2001年、ISBN 4094800735